# Sebastián Coates
Sebastián Coates Nion (sinh ngày 7 tháng 10 năm 1990) là một cầu thủ bóng đá chuyên nghiệp Uruguay hiện đang chơi cho câu lạc bộ Sporting CP.

## Thuở nhỏ
Coates sinh ra ở Montevideo, Uruguay, bố anh là người Scotland và mẹ người Uruguay.

## Sự nghiệp câu lạc bộ

### Nacional
Coates gia nhập Nacional ở tuổi 11. Vào năm 2009, ở tuổi 18, anh được ký hợp đồng và bắt đầu chơi trong đội hình chính thức. Chơi trận chính thức đầu tiên, trận gặp Bella Vista, một thể lực tốt giúp anh được trao danh hiệu "Người của trận đấu" bởi tờ báo El País. Sau đó anh tiếp tục chơi nhiều trận đấu cho đội bóng.

### Liverpool
Vào tháng 8 năm 2011, Coates có được sự quan tâm của câu lạc bộ đang chơi tại Giải bóng đá ngoại hạng Anh là Liverpool. Ngày 26 tháng 8 anh đã vượt qua được cuộc kiểm tra y tế tại Melwood và được phép gắn bó lâu dài với câu lạc bộ, ngày sau đó anh được xem trận đấu của Liverpool trước Bolton Wanderers. Vào ngày 30 tháng 8, sau khi nhận được giấy phép, Liverpool thông báo đã ký kết với Coates một bản hợp đồng dài hạn với mức phí chuyển nhượng không được tiết lộ. Liverpool thông báo số áo của Coates sẽ là 16, người mang trước đó là Sotirios Kyrgiakos, đã chuyển tới Wolfsburg.
Vào ngày 18 tháng 9, Coates lần đầu tiên chơi cho Liverpool trong trận gặp Tottenham Hotspur, thay thế người bị chấn thương là Daniel Agger, một trận đấu mà Liverpool thua 4-0. Coates lần đầu tiên có mặt trong đội hình ra sân vào ngày 21 tháng 9, trận đấu với Brighton & Hove Albion tại cúp Liên đoàn, trận này Liverpool chiến thắng 2–1. Anh cũng được chơi trong đội hình ra sân vòng tiếp theo của giải đó trận gặp Stoke City, trận đội bóng thắng 2–1. Bàn thắng đầu tiên anh ghi được trong màu áo Liverpool là vào ngày 22 tháng 11 cho đội dự bị Liverpool, trận gặp đội dự bị Sunderland, chỉ 2 phút sau khi bắt đầu trận đấu. Trận này đội dự bị Liverpool chiến thắng 5-1. Vào ngày 21 tháng 3 năm 2012, anh ghi bàn thắng đầu tiên cho đội hình chính Liverpool, trận đấu với Queens Park Rangers, anh sút chân phải và bóng bay vào chính giữa khung thành, trận này Liverpool thua 3-2, dù đã dẫn trước đối thủ 2-0.

## Sự nghiệp thi đấu quốc tế
Mặc dù đủ điều kiện để chơi cho Scotland, Coates chọn chơi cho đội tuyển quốc gia Uruguay. Sau khi chơi cho đội U20 Uruguay, anh được gọi góp mặt cùng Uruguay trong trận playoff CONMEBOL–CONCACAF trước đội Costa Rica, trận này anh chỉ ngồi ghế dự bị. Anh chơi đầy đủ 90 phút trong trận quốc tế đầu tiên, đấu với Chile tại giải Copa América. Cuối giải, anh được trao danh hiệu cầu thủ trẻ hay nhất.

## Thống kê sự nghiệp
Tính đến 19 tháng 5 năm 2021
| Câu lạc bộ           | Câu lạc bộ           | Câu lạc bộ           | Giải đấu | Giải đấu | Cúp quốc gia | Cúp quốc gia | Cúp liên đoàn | Cúp liên đoàn | Châu lục | Châu lục | Tổng cộng | Tổng cộng |
| Mùa giải             | Câu lạc bộ           | Giải đấu             | Trận     | Bàn      | Trận         | Bàn          | Trận          | Bàn           | Trận     | Bàn      | Trận      | Bàn       |
| Uruguay              | Uruguay              | Uruguay              | League   | League   | –            | –            | –             | –             | Nam Mỹ   | Nam Mỹ   | Tổng cộng | Tổng cộng |
| -------------------- | -------------------- | -------------------- | -------- | -------- | ------------ | ------------ | ------------- | ------------- | -------- | -------- | --------- | --------- |
| 2008-09              | Nacional             | Primera División     | 11       | 3        | –            | –            | –             | –             | 5        | 1        | 16        | 4         |
| 2009-10              | Nacional             | Primera División     | 36       | 2        | –            | –            | –             | –             | 8        | 1        | 44        | 3         |
| 2010-11              | Nacional             | Primera División     | 27       | 1        | –            | –            | –             | –             | 5        | 0        | 32        | 1         |
| Tổng cộng Nacional   | Tổng cộng Nacional   | Tổng cộng Nacional   | 74       | 6        | 0            | 0            | —             | —             | 18       | 2        | 92        | 8         |
| Anh                  | Anh                  | Anh                  | League   | League   | FA Cup       | FA Cup       | League Cup    | League Cup    | Châu Âu  | Châu Âu  | Tổng cộng | Tổng cộng |
| 2011–12              | Liverpool            | Premier League       | 7        | 1        | 2            | 0            | 3             | 0             | 0        | 0        | 12        | 1         |
| 2012–13              | Liverpool            | Premier League       | 5        | 0        | 2            | 0            | 2             | 0             | 3        | 1        | 12        | 1         |
| 2013–14              | Liverpool            | Premier League       | 0        | 0        | 0            | 0            | 0             | 0             | 0        | 0        | 0         | 0         |
| Tổng cộng Liverpool  | Tổng cộng Liverpool  | Tổng cộng Liverpool  | 12       | 1        | 4            | 0            | 5             | 0             | 3        | 1        | 24        | 2         |
| Uruguay              | Uruguay              | Uruguay              | League   | League   | –            | –            | –             | –             | Nam Mỹ   | Nam Mỹ   | Tổng cộng | Tổng cộng |
| 2013-14              | Nacional (mượn)      | Primera División     | 5        | 0        | –            | –            | –             | –             | 1        | 0        | 6         | 0         |
| Anh                  | Anh                  | Anh                  | League   | League   | FA Cup       | FA Cup       | League Cup    | League Cup    | Châu Âu  | Châu Âu  | Tổng cộng | Tổng cộng |
| 2014–15              | Sunderland (mượn)    | Premier League       | 10       | 0        | 2            | 0            | 1             | 0             | 0        | 0        | 13        | 0         |
| 2015–16              | Sunderland           | Premier League       | 16       | 0        | 0            | 0            | 2             | 0             | 0        | 0        | 18        | 0         |
| Tổng cộng Sunderland | Tổng cộng Sunderland | Tổng cộng Sunderland | 26       | 0        | 2            | 0            | 3             | 0             | 0        | 0        | 31        | 0         |
| Bồ Đào Nha           | Bồ Đào Nha           | Bồ Đào Nha           | League   | League   | –            | –            | –             | –             | Châu Âu  | Châu Âu  | Tổng cộng | Tổng cộng |
| 2015–16              | Sporting CP (mượn)   | Primeira Liga        | 13       | 0        | 0            | 0            | 0             | 0             | 1        | 0        | 14        | 0         |
| 2016–17              | Sporting CP (mượn)   | Primeira Liga        | 33       | 3        | 2            | 0            | 2             | 0             | 6        | 0        | 42        | 3         |
| 2017–18              | Sporting CP (mượn)   | Primeira Liga        | 34       | 2        | 5            | 2            | 4             | 1             | 11       | 0        | 54        | 5         |
| 2018–19              | Sporting CP (mượn)   | Primeira Liga        | 31       | 1        | 6            | 0            | 4             | 1             | 8        | 0        | 49        | 2         |
| 2019–20              | Sporting CP (mượn)   | Primeira Liga        | 29       | 4        | 0            | 0            | 3             | 0             | 7        | 2        | 40        | 6         |
| 2020–21              | Sporting CP (mượn)   | Primeira Liga        | 33       | 5        | 3            | 2            | 2             | 0             | 2        | 0        | 40        | 7         |
| Tổng cộng Sporting   | Tổng cộng Sporting   | Tổng cộng Sporting   | 127      | 12       | 14           | 4            | 13            | 2             | 28       | 2        | 183       | 20        |
| Tổng cộng sự nghiệp  | Tổng cộng sự nghiệp  | Tổng cộng sự nghiệp  | 290      | 22       | 23           | 4            | 23            | 2             | 57       | 5        | 394       | 33        |

### Bàn thắng quốc tế
| #  | Ngày                 | Địa điểm                                          | Đối thủ  | Bàn thắng | Kết quả | Giải đấu                      |
| -- | -------------------- | ------------------------------------------------- | -------- | --------- | ------- | ----------------------------- |
| 1. | 10 tháng 11 năm 2016 | Sân vận động Centenario, Montevideo, Uruguay      | Ecuador  | 1–0       | 2–1     | Vòng loại FIFA World Cup 2018 |
| 2. | 28 tháng 3 năm 2023  | Sân vận động bóng đá Ulsan Munsu, Ulsan, Hàn Quốc | Hàn Quốc | 1–0       | 2–1     | Giao hữu                      |

## Danh hiệu

### Câu lạc bộ
Nacional

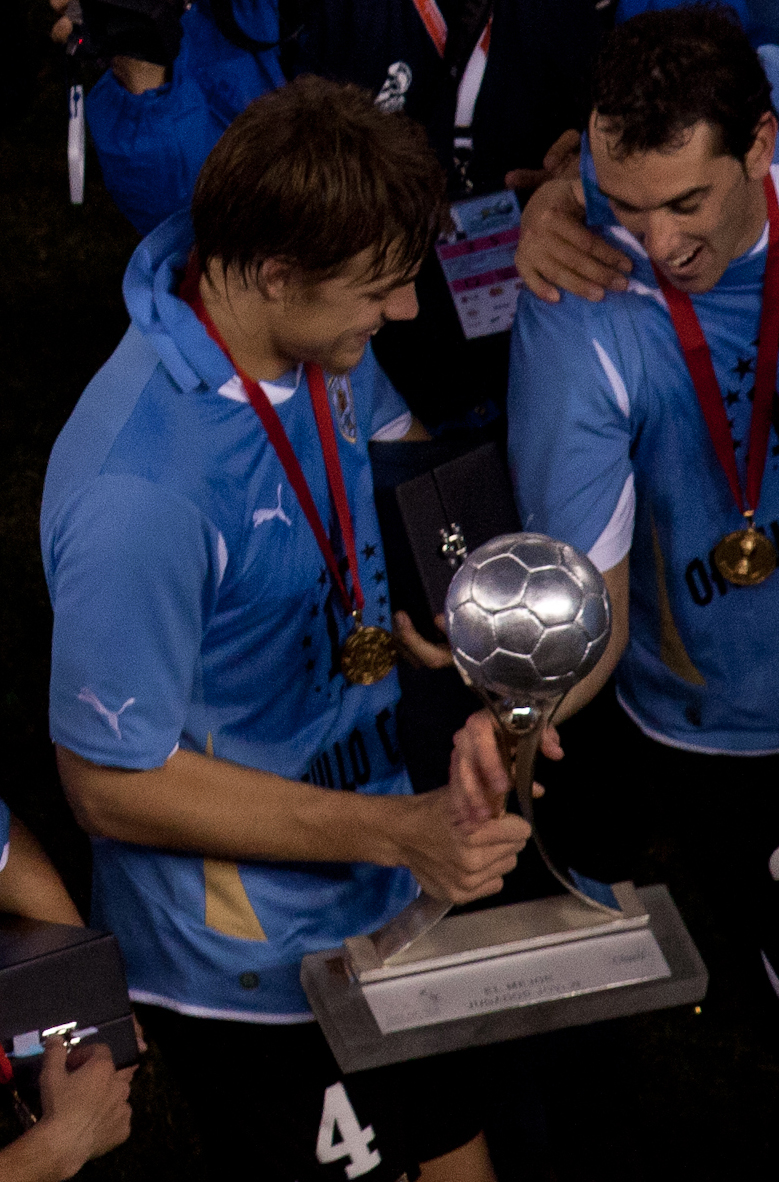
Coates cùng danh hiệu cầu thủ trẻ xuất sắc nhất Copa América năm 2011

- Primera División Uruguaya: 2009, 2011

Liverpool
- Football League Cup: 2011–12

Sporting CP
- Primeira Liga: 2020–21[10]
- Taça de Portugal: 2018–19[11]
- Taça da Liga: 2017–18, 2018–19,[12] 2020–21, 2021–22
- Supertaça Cândido de Oliveira: 2021[13]

### Quốc tế
- Copa América: 2011

### Cá nhân
- Copa América Best Young Player (1): 2011